# دائرة قايس
تتبع دائرة قايس لولاية خنشلة. تضم بلديات قايس تاوزينت و الرميلة.